# Ozero Ploskoje (sjö i Vitryssland)
Ozero Ploskoje (ryska: Озеро Плоское) är en sjö i Belarus.   Den ligger i voblasten Vitsebsks voblast, i den norra delen av landet, 180 km norr om huvudstaden Minsk. Ozero Ploskoje ligger 136 meter över havet. Arean är 0,49 kvadratkilometer. Den sträcker sig 0,8 kilometer i nord-sydlig riktning, och 0,9 kilometer i öst-västlig riktning.
Omgivningarna runt Ozero Ploskoje är en mosaik av jordbruksmark och naturlig växtlighet. Runt Ozero Ploskoje är det glesbefolkat, med 19 invånare per kvadratkilometer.